# Zyklus (Musik)
Zyklus (gr.: κύκλος, kýklos bzw. lat.: cyclus „Kreis“) bezeichnet in der Musik eine mehrteilige Komposition. Obwohl als Oberbegriff für alle Formen mehrteiliger Musikwerke gültig, verwendet man ihn vor allem dann, wenn keine anderen gängigen Formbezeichnungen zur Verfügung stehen. Zwar sind z. B. auch Sonaten, Sinfonien, Suiten, Opern, Oratorien, Messen etc. durchaus Zyklen, werden aber in der Praxis nur dann so genannt, wenn man ausdrücklich ihre zyklische Form hervorheben möchte. In bestimmten Fällen jedoch (z. B. Schumanns Kinderszenen) ist man auf den Begriff Zyklus als einzig treffende Formbezeichnung angewiesen.
Im Unterschied zur bloßen Lieder- oder Stückesammelung (Musikalbum) ist für einen Zyklus das Vorliegen eines Sinnzusammenhangs kennzeichnend. Dieser kann auf unterschiedlichste Weise gestiftet werden, etwa durch die Variation eines Themas, durch eine bestimmte Abfolge von Tonarten oder durch eine übergeordnete poetische Idee. Bei Vokalzyklen wird der Zusammenhang in aller Regel bereits durch die zu Grunde liegenden Texte vorgegeben.
Beispiele (außer Lieder- und Klavierzyklen):
- Antonio Vivaldi: Die vier Jahreszeiten
- Johann Sebastian Bach: Weihnachtsoratorium (Kantatenzyklus)
- Bedřich Smetana: Mein Vaterland
- Richard Wagner: Der Ring des Nibelungen
- Mussorgski-Ravel: Bilder einer Ausstellung
- Karlheinz Stockhausen: LICHT